# Kanton Derval
Der Kanton Derval war bis 2015 ein französischer Wahlkreis im Arrondissement Châteaubriant, im Département Loire-Atlantique und in der Region Pays de la Loire; sein Hauptort war Derval.

## Gemeinden
Der Kanton Derval umfasste sechs Gemeinden:
| Gemeinde                 | Bretonisch           | Einwohner (2012) | Fläche (km²) | Code postal | Code Insee |
| ------------------------ | -------------------- | ---------------- | ------------ | ----------- | ---------- |
| Derval                   | Derwal               | 3422             | 63,51        | 44590       | 44051      |
| Jans                     | Hentieg              | 1226             | 33,21        | 44170       | 44076      |
| Lusanger                 | Luzevieg             | 1023             | 35,38        | 44590       | 44086      |
| Mouais                   | Lanvoe               | 394              | 9,93         | 44590       | 44105      |
| Saint-Vincent-des-Landes | Sant-Visant-al-Lann  | 1508             | 33,70        | 44590       | 44193      |
| Sion-les-Mines           | Hezin-ar-Mengleuzioù | 1710             | 54,71        | 44590       | 44197      |
| Canton de Derval         | Kanton Derwal        | 9283             | 230,44       | –           | 4411       |